# Джессіка Волтер
Джессіка Волтер (англ. Jessica Walter; нар. 31 січня 1941, Бруклін, Нью-Йорк, США — пом. 24 березня 2021, Нью-Йорк, США) — американська акторка. Найбільш відома за роллю Люсіль Блут у комедійному серіалі «Уповільнений розвиток». На великому екрані Волтер відома завдяки фільмам «Гран-прі» (1966) та «Зіграйте мені туманно» (1971), за ролі в яких номінувалася на «Золотий глобус».
За роль у мінісеріалі «Емі Прентісс» Волтер була нагороджена премії «Еммі» за найкращу жіночу роль у мінісеріалі або фільмі в 1975 році.

## Кар'єра
Дебютувала на телебаченні в 1962 році в денній мильній опері «Любов до життя», в якій знімалася наступні три роки. Водночас Волтер дебютувала на великому екрані, з'явившись надалі в кінокартинах «Ліліт» (1964) та «Гран-прі» (1966). Найбільшого успіху в кіно вона досягла в 1971 році, з'явившись у трилері «Зіграйте мені туманно» з Клінтом Іствудом та Донною Міллз, за яку акторка отримала номінацію на «Золотий глобус». З усім тим, в наступні роки Волтер, головним чином, виконувала другорядні епізодичні ролі на телебаченні в різних серіалах. Єдина головна роль у неї була у кримінальному серіалі «Емі Прентісс» (виходив недовго), спін-оффі шоу «Айронсайд», який тривав лише чотири епізоди.
У 1980-х Волтер пробувалася на роль Алексіс Колбі в прайм-тайм мильну оперу «Династія», а після цього знялася в мильній опері «Оголений аромат» (проіснувала недовго) в аналогічній ролі злодійки. Тим часом у 1982 році вона також з'явилася в мильній опері «Тиха пристань», а наступне десятиліття продовжувала зніматися на телебаченні. У 1996 році Волтер повернулася до денних мильних опер з черговою роллю злодійки в «Одне життя, щоб жити».
Зігравши понад 100 ролей на телебаченні, у 2003 році Волтер почала зніматися в ролі світської левиці Люсіль Блут у комедійному серіалі «Уповільнений розвиток». Ця роль принесла їй номінацію на «Еммі» за найкращу жіночу роль другого плану в комедійному телесеріалі у 2005 році. Шоу було закрито після трьох сезонів у 2006 році, однак його відзначала критика. Протягом наступних 6 років Netflix воскресив його у вигляді вебсеріалу. У 2008—2009 роках вона знялася в аналогічній ролі в першому сезоні підліткового серіалу «90210: Нове покоління», а після відходу з шоу з'явилася в «Закон і порядок: Спеціальний корпус». Починаючи з 2009 року вона озвучувала матір головного героя в анімаційному серіалі «Спецагент Арчер». У 2011—2012 роках Волтер знімалася протягом двох сезонів у сіткомі TV Land «В 35 — на пенсію» з Джорджем Сігалом. Шоу було закрите після двох сезонів. У 2014 році також на TV Land вона зіграла роль матері головної героїні в сіткомі «Падіння Дженніфер» з Джеймі Преслі.

## Особисте життя
Джессіка Волтер народилася 1941 року в єврейській родині в Брукліні. Її дитинство пройшло у Квінзі, а акторську освіту вона здобула в школі виконавчих мистецтв на Мангеттені. Від першого чоловіка, режисера Росса Боумана, народила дочку Брук. З 1983 року була одружена з актором Роном Лібманом (до його смерті у 2019).
Померла 24 березня 2021 року уві сні у власному будинку у Нью-Йорку на 81-у році життя.

## Вибрана фільмографія
| Рік       |    | Українська назва                    | Оригінальна назва                 | Роль                                       |
| --------- | -- | ----------------------------------- | --------------------------------- | ------------------------------------------ |
| 1964—1965 | с  | Захисники                           | The Defenders                     | Шерон Раскін / Майра Максвелл              |
| 1966      | ф  | Ґран-прі                            | Grand Prix                        | Пат Стоддард                               |
| 1966      | ф  | Група                               | The Group                         | Ліббі                                      |
| 1970      | с  | Місія нездійсненна                  | Mission: Impossible               | Валері                                     |
| 1970—1973 | с  | Меннікс                             | Mannix                            | різні персонажі                            |
| 1971      | ф  | Зіграй мені перед смертю            | Play Misty for Me                 | Евелін Дрейпер                             |
| 1973—1976 | с  | Вулиці Сан Франциско                | The Streets of San Francisco      | Глен Вільямс / Глен Конвей / Меггі Джарріс |
| 1974      | с  | Коломбо                             | Columbo                           | доктор Маргарет Ніколсон                   |
| 1981      | с  | Крупинки                            | Scruples                          | Біллі Айкехорн                             |
| 1985—1994 | с  | Вона написала вбивство              | Murder, She Wrote                 | різні персонажі                            |
| 1988      | ф  | Котушка                             | Tapeheads                         | Кей Март                                   |
| 1993      | ф  | Привид у машині                     | Ghost in the Machine              | Елейн Спенсер                              |
| 1994      | с  | Вавилон-5                           | Babylon 5                         | сенатор Еліза Вудро                        |
| 1995      | с  | Закон і порядок                     | Law & Order                       | Анна Копелл                                |
| 1998      | с  | Журнал мод                          | Just Shoot Me!                    | Єва Галло                                  |
| 2003—2019 | с  | Уповільнений розвиток               | Arrested Development              | Люсіль Блут                                |
| 2006—2007 | мс | Неймовірне життя Джуніпер Лі        | The Life and Times of Juniper Lee | Демонеса                                   |
| 2007      | с  | Правила спільного життя             | Rules of Engagement               | Констанція                                 |
| 2007—2010 | с  | Врятувати Грейс                     | Saving Grace                      | Бетті Ганадарко                            |
| 2008      | с  | Закон і порядок: Злочинні наміри    | Law & Order: Criminal Intent      | Елеонор Рейнольдс                          |
| 2008—2009 | с  | 90210: Нове покоління               | 90210                             | Табіта Вілсон                              |
| 2009      | с  | Закон і порядок: Спеціальний корпус | Law & Order: Special Victims Unit | адвокатка Петра Ґілмартін                  |
| 2009—2021 | мс | Арчер                               | Archer                            | Мелорі Арчер, "мати"                       |
| 2010      | с  | Гімнастки                           | Make It or Break It               | бабуся Таннер                              |
| 2010      | мс | Скубі-Ду: Корпорація «Загадка»      | Scooby-Doo! Mystery Incorporated  | місіс Вайатт                               |
| 2011      | с  | Теорія великого вибуху              | The Big Bang Theory               | місіс Лейтем                               |
| 2015—2018 | мс | Зоряна принцеса проти сил зла       | Star vs. the Forces of Evil       | міс Огидус / Метеора Баттерфляй            |
| 2015—2017 | с  | NCIS: Полювання на вбивць           | NCIS                              | Джудіт Макнайт                             |
| 2018      | мс | Кларенс                             | Clarence                          | Ма                                         |
| 2020      | мс | Гарлі Квінн                         | Harley Quinn                      | бабуся Гуднес, Венді Браун                 |

## Нагороди та номінації
| Рік  | Нагорода                   | Категорія                                                                | Номінація                | Результат |
| ---- | -------------------------- | ------------------------------------------------------------------------ | ------------------------ | --------- |
| 1966 | Золотий глобус             | Найперспективніший новачок — акторка                                     | Ґран-прі                 | Номінація |
| 1971 | Золотий глобус             | Найкраща жіноча роль — драма                                             | Зіграй мені перед смертю | Номінація |
| 1975 | Прайм-тайм премія «Еммі»   | Найкраща жіноча роль у мінісеріалі або серіалі-антології, або телефільмі | Amy Prentiss             | Перемога  |
| 1977 | Прайм-тайм премія «Еммі»   | Найкраща запрошена акторка в драматичному серіалі                        | Вулиці Сан Франциско     | Номінація |
| 1980 | Прайм-тайм премія «Еммі»   | Найкраща жіноча роль другого плану в драматичному телесеріалі            | Мисливець Джон           | Номінація |
| 2005 | Прайм-тайм премія «Еммі»   | Найкраща жіноча роль другого плану у комедійному телесеріалі             | Уповільнений розвиток    | Номінація |
| 2021 | Прайм-тайм премія «Еммі»   | Найкраще озвучування персонажа                                           | Арчер                    | Номінація |
| 2022 | Прайм-тайм премія «Еммі»   | Найкраще озвучування персонажа                                           | Арчер                    | Номінація |
| 2004 | Премія Гільдії кіноакторів | Найкращий акторський склад у комедійному серіалі                         | Уповільнений розвиток    | Номінація |
| 2005 | Премія Гільдії кіноакторів | Найкращий акторський склад у комедійному серіалі                         | Уповільнений розвиток    | Номінація |
| 2013 | Премія Гільдії кіноакторів | Найкращий акторський склад у комедійному серіалі                         | Уповільнений розвиток    | Номінація |